# Вільям Гладстон
Ві́льям Юарт Гла́дстон (англ. William Ewart Gladstone; 29 грудня 1809, Ліверпуль — 19 травня 1898, Флінтшир) — британський державний діяч і письменник, 41-й (грудень 1868 — лютий 1874), 43-й (квітень 1880 — червень 1885), 45-й (лютий — серпень 1886) і 47-й (серпень 1892 — лютий 1894) прем'єр-міністр Великої Британії.

## Ранні роки

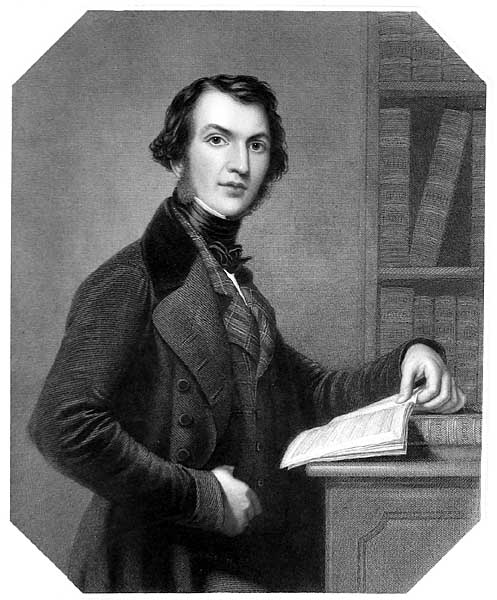
Вільям Гладстон у 1830-х роках

Народився в Ліверпулі у родині шотландського походження. Він був п'ятою дитиною з шести дітей сера Джона Гладстона (1764—1851), багатого негоціанта, людини добре освіченої та дієвого учасника громадського життя; у 1819–1827 роках був членом парламенту, а у 1846 році став баронетом. Мати, Анна Маккензі Робертсон, прищепила Вільяму глибоку релігійність й розвинула у ньому любов до поезії. З ранніх років він виявляв неабиякі здібності, на розвитку яких сильно позначився вплив батьків.
Батько передав йому живу цікавість до громадських питань, а разом із тим і консервативну точку зору на них. Вільяму ще не було дванадцяти, коли батько у бесідах з ним знайомив його з різними політичними проблемами. Джон Гладстон у той час підтримував дружні стосунки з Каннінгом, політичні ідеї якого сильно вплинули на молодого Гладстона, частково через батька, частково безпосередньо.
Первинну освіту Гладстон здобував удома, у 1821 році вступив до Ітонської школи, яку закінчив у 1828 році, а потім вступив до Оксфорду, курс якого завершив навесні 1832 року. Школа й університет ще більше сприяли тому, що Гладстон увійшов до дорослого життя прибічником консервативного напрямку. Згадуючи про Оксфорд через багато років, він казав:
|  | Я не виніс з Оксфорда того, чого набув вже надалі — вміння цінувати вічні й неоціненні принципи свободи людини. В академічному середовищі надто переважало якесь підозріле ставлення до волі |

В плані освіти він узяв від Ітона й Оксфорда все, що було можливо; результатом наполегливої праці стали непересічні і всебічні знання, а також пробудження в ньому жвавої цікавості до літератури, особливо класичної. Він брав дієву участь у дебатах Ітонської спілки (під назвою The Literati) й у виданні «Eton Miscellany», періодичної збірки творів учнів, як її енергійний редактор і найдієвіший постачальник матеріалів для неї у вигляді статей, перекладів і навіть сатиричних та гумористичних віршів. В Оксфорді Гладстон був засновником і головою літературного гуртка (називався його ініціалами — WEG), в якому, між іншим, прочитав ретельний етюд про віру Сократа у безсмертя; також брав участь у заняттях іншої спілки — «Union», де виголосив палку промову проти білля про реформу — промову, яку він сам надалі називав «помилкою молодості». Його друзі вже тоді очікували від нього видатної політичної діяльності.
Після випуску з університету Гладстон мав намір присвятити себе духовній кар'єрі, але його батько заперечив проти цього. Перш ніж вирішити питання про вибір професії, він здійснив подорож на континент та півроку провів в Італії. Тут він отримав від 4-го герцога Ньюкасла (син якого, майбутній лорд Лінкольн, став близьким із Гладстоном в Ітоні та Оксфорді) пропозицію виступити кандидатом партії торі від Ньюарка, представником якого він і був обраний 15 грудня 1832 року. Своїми промовами й образом дій під час виборчої кампанії (у нього було два небезпечних суперника) Гладстон звернув на себе загальну увагу.

## Кар'єра у парламенті. Пост міністра в кабінеті Піля
Першу значиму промову у парламенті Гладстон виголосив 17 травня 1833 року, під час обговорення питання про скасування работоргівлі. З тих пір він став дієвим учасником дискусій у найрізноманітніших питаннях поточної політики та невдовзі склав собі репутацію видатного оратора та дуже вправного дебатера. Незважаючи на молодість Гладстона, його положення у середовищі торійської партії було настільки помітним, що під час формування у грудні 1834 року нового кабінету Роберт Піль призначив його молодшим лордом казначейства, а у лютому 1835 перемістив його на вищу посаду помічника секретаря (міністра) з управління колоніями. У квітні 1835 року кабінет Піля було відправлено у відставку.
У подальші роки Гладстон активно діяв в опозиції, а вільний від парламентських справ час присвячував літературі. З особливою наполегливістю він займався Гомером і Данте, прочитав усі твори Блаженного Августина. Останнього він вивчав з метою висвітлення деяких питань про стосунки між церквою та державою. Ці праці сильно вплинули на формування тих поглядів, які він виклав у своїй книзі: «The state in its relations to the Church» (1838). Ця книга, в якій Гладстон рішуче висловлювався на користь державної церкви, привернула до себе багато уваги; вона, між іншим, спричинила широкий критичний розбір Томаса Маколея, який, однак, визнавав за автором видатний талант і називав його «надією суворих та непохитних торі, що сходить».
Роберт Піль поставився до книги Гладстона скептично, сказавши: «Що за наснага йому писати книжки, маючи таку кар'єру попереду!» Відомий прусський посланець, барон Бунзен, зробив у своєму щоденнику такий захоплений запис: «Поява книги Гладстона — велика подія дня; це з часів Борка перша книга, яка зачіпає докорінно життєве питання; автор вище своєї партії та свого часу».
Коли у 1841 році було сформовано новий кабінет Роберта Піля, Гладстон посів у ньому пост віце-президента бюро (міністерства) торгівлі, а у 1843 році очолив його, вперше ставши членом кабінету у віці 33-х років. Він активно брав участь у дебатах з питання про скасування хлібних податків; у 1842 році він провів значну роботу з переопрацювання митного тарифу частково у дусі повного скасування, частково — зменшення зборів. Мало-помалу з протекціоніста Гладстон перетворився на палкого прихильника ідей вільної торгівлі.

## Канцлер скарбниці

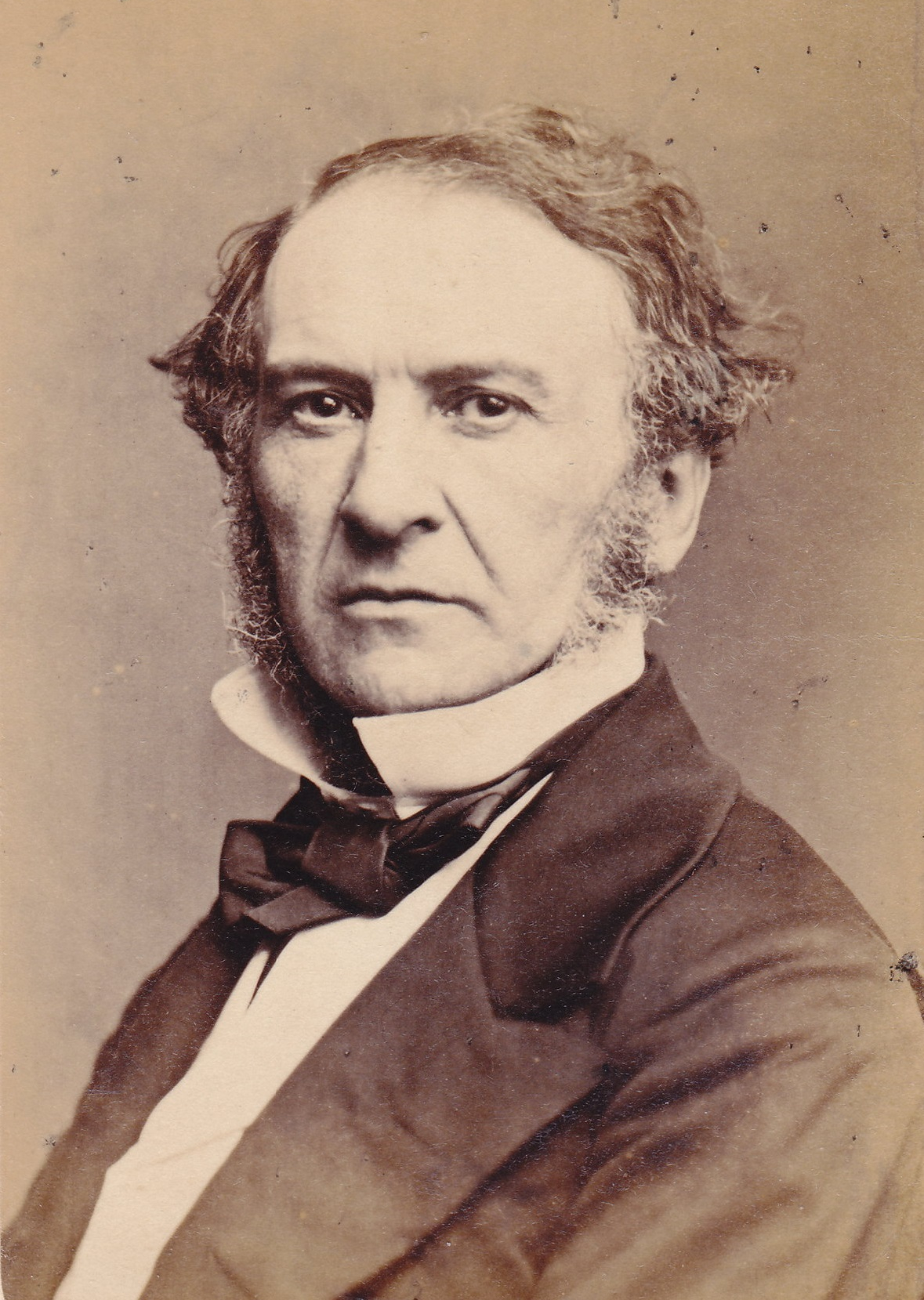
Гладстон у 1861

У лютому 1845 Гладстон вийшов у відставку, внаслідок суперечностей з Пілем щодо шкільного питання в Ірландії, але у грудні того самого року знову вступив до кабінету, як міністр з колоніального управління. За чинним порядком його мали переобрати, але це виявилось неможливим, оскільки герцог Ньюкасл, який зберігав свій вплив на виборців у Ньюарку, був проти кандидатури Гладстона, гніваючись через його перехід у табір прибічників вільної торгівлі. Тому Гладстон вже й не виступав перед своїми виборцями в Ньюарку і внаслідок цього не міг брати участі в остаточному проведенні скасування хлібних податків, що, однак, не завадило йому відігравати важливу роль у підготовці білля з цієї теми.
На загальних виборах 1847 року Гладстона було обрано депутатом від Оксфордського університету й разом із Робертом Пілем він став на чолі групи поміркованих торі, яка отримала, за іменем свого вождя, назву «пілітів». Моментом остаточного розриву Гладстона з партією торі можна визнати 1852 рік, коли Вільям відмовився пристати на пропозицію Дербі та Дізраелі вступити до консервативного кабінету та навіть значною мірою сприяв скорому падінню цього уряду, виступивши у рішучій опозиції проти бюджету Дізраелі. Коли у грудні 1852 року формувався новий кабінет лорда Абердіна, який був коаліцією вігів та пілітів, Гладстон посів у ньому пост канцлера скарбниці (міністра фінансів). Він швидко проявив себе видатним фінансистом (його перший бюджет було внесено 18 квітня 1853 року) і діяльність у цій галузі є однією з блискучих сторінок в історії його політичної кар'єри, а також і в історії англійських фінансів.
Посаду канцлера скарбниці Гладстон займав до лютого 1855 року. У 1858 році, під час врядування графа Дербі, Гладстон їздив на Іонічні острови як лорд верховного надзвичайного комісара, для з'ясування питання про приєднання цих островів, які перебували з 1815 року під протекторатом Англії, до Греції.
У червні 1859 року, під час формування кабінету лорда Пальмерстона, Гладстон увійшов до його складу знову як канцлер скарбниці. Вступ Гладстона до цього міністерства вігів було сприйнято як його остаточне приєднання до ліберальної партії, і в Оксфорді склалась значна опозиція щодо його переобрання; тим не менше його було знову обрано. На найближчих загальних виборах, у липні 1865 року, Гладстон балотувався в Оксфорді і став депутатом від південного Ланкаширу.
У жовтні 1865 року лорд Пальмерстон помер і кабінет очолив граф Рассел. Гладстон, зберігши пост канцлера казначейства, вперше став лідером ліберальної партії в палаті общин й у цій якості вніс у березні 1866 року білль про парламентську реформу, який плата відкинула. Новий консервативний кабінет Дербі-Дізраели був змушений, однак, виступити із власним проектом парламентської реформи, та в остаточному її опрацюванні в парламенті Гладстону довелось відігравати визначальну роль; завдяки його поправкам білль 1867 року набув характеру широкої ліберальної реформи. Того ж 1867 року Гладстон виступив із заявою на користь скасування державної церкви в Ірландії.
На загальних виборах 1868 року Гладстон балотувався у Ланкаширі, але був обраний від Гринвіча.

## Перше прем'єрство, 1868—1874 роки
Формування нового міністерства було доручено Гладстону (у грудні 1868 року), який вперше очолив уряд. Цей перший кабінет Гладстона був чинним до лютого 1874 року. Найважливішими його заходами були: скасування державної церкви в Ірландії у 1869 році, ірландський земельний акт 1870 року, докорінна реформа у галузі елементарної народної освіти 1870 року, скасування системи продажу посад в армії (1871), запровадження таємного голосування на виборах 1872 року тощо. Після падіння кабінету, у березні 1874 року, Гладстон, у листі до лорда Гренвілля, заявив про свій намір відійти від активного керівництва ліберальною партією. Цікаво, що він тоді вважав свою політичну кар'єру завершеною, кажучи друзям, що жодному з прем'єрів не вдалось здійснити будь-чого видатного після 60-річного віку.

## В опозиції
У січні 1875 року, у новому листі до лорда Гренвілля, Гладстон формально заявив про свою відмову від лідерства. Його наступником було обрано маркіза Гартінгтона.
Однак уже 1876 року Гладстон повернувся до активної участі у політичному житті, видавши брошуру: «Болгарські жахіття» та взявши енергійну участь в організації громадського руху проти Східної політики Бенджаміна Дізраелі. Брошура мала значний вплив: викриваючи «турецьку расу» як «один великий антигуманний примірник людського роду» Гладстон пропонував надати Боснії, Герцеговині та Болгарії автономію, а також припинити надавати безумовну підтримку Порті.
Коли у 1880 році Дізраелі розпустив парламент, загальні вибори принесли лібералам цілковиту більшість. Цим виборам передувала вражаюча за енергійністю та низкою блискучих промов виборча кампанія Гладстона у Шотландії, у Мідлотіанському окрузі якої він висунув свою кандидатуру.

## Другий кабінет, 1880—1885 роки

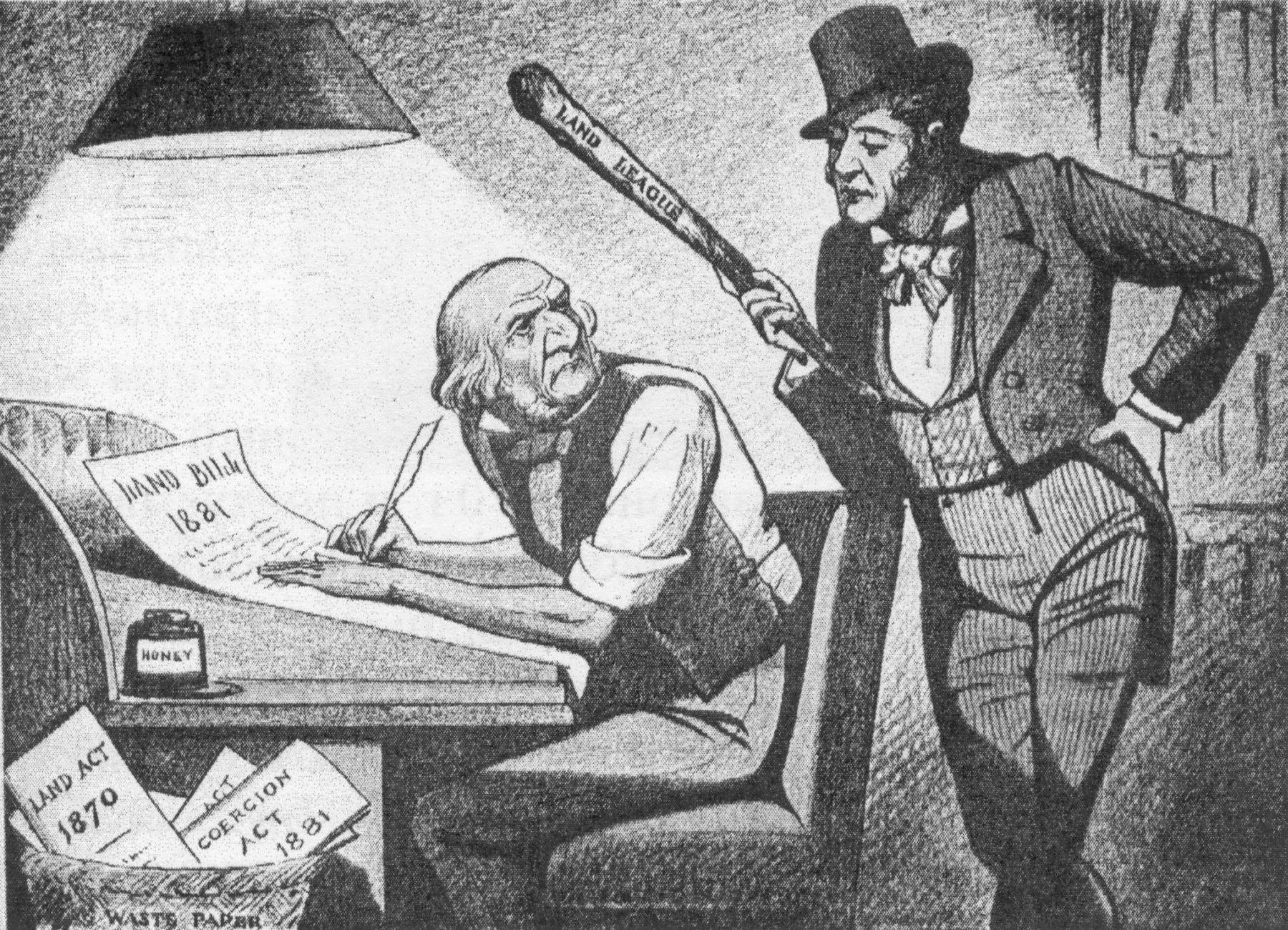
Гладстон під впливом Земельної Ліги. Карикатура 1880-х років

Формування нового міністерства було спочатку доручено Гартінгтону (який все ще вважався лідером ліберальної партії), потім Гренвіллю, але вони не могли скласти кабінет і королева була змушена доручити це Гладстону. Друге міністерство Гладстона було чинним з квітня 1880 до липня 1885 року. Йому вдалось провести ірландський земельний акт 1881 року і третю парламентську реформу (1885).

## Третій кабінет, 1886 рік
У червні 1885 року кабінет Гладстона зазнав поразки, але нове міністерство лорда Солсбері було чинним недовго: після загальних виборів, у грудні 1885 року, на боці лібералів опинилась значна більшість, внаслідок приєднання до них ірландської партії, й у січні 1886 року було сформовано третій кабінет Гладстона. До того часу відноситься рішучий поворот у поглядах Гладстона на ірландське питання; головним завданням своєї політики він визначив дарування Ірландії гомруля (внутрішнього самоврядування). Внесений з цього приводу білль було відкинуто, що спонукнуло Гладстона розпустити парламент; але нові вибори (у липні 1886 року) виявили прихильність виборців до візаві лібералів. Невдачі Гладстона значною мірою сприяв розкіл у лавах ліберальної партії: від неї відкололись багато впливових членів, які утворили групу либералів-юніоністів. Настав тривалий період врядування Солсбері (липень 1886 — серпень 1892). Гладстон, незважаючи на свій похилий вік, брав активну участь у політичному житті, керуючи партією своїх прибічників, яку, з часів розколу у середовищі лібералів, почали називати партією «гладстоніанців». Реалізацію ідеї гомруля він поставив за головну мету свого життя; як у парламенті, так і поза ним він енергійно відстоював необхідність дарування Ірландії політичного самоврядування.

## Четвертий кабінет, 1892—1894 роки
Солсбері не поспішав із призначенням загальних виборів, і вони відбулись тільки у липні 1892 року, тобто тільки за рік до завершення законного семирічного терміну повноважень парламенту. Виборча кампанія проводилась з великим пожвавленням як прибічниками гомруля, так і його опонентами. В результаті виборів на боці гладстоніанців і груп, які до них приєднались, виявилась більшість у 42 голоси, й у серпні, одразу ж після відкриття нового парламенту, кабінет Солсбери зазнав поразки; утворилось нове, четверте міністерство Гладстона (це в історії Англії був перший випадок, коли політичний діяч вчетверте став прем'єром). Будучи призначеним прем'єр-міністром на вісімдесят третьому році життя, Гладстон став найбільш похилим главою уряду Великої Британії за всю її історію.

## Особистість

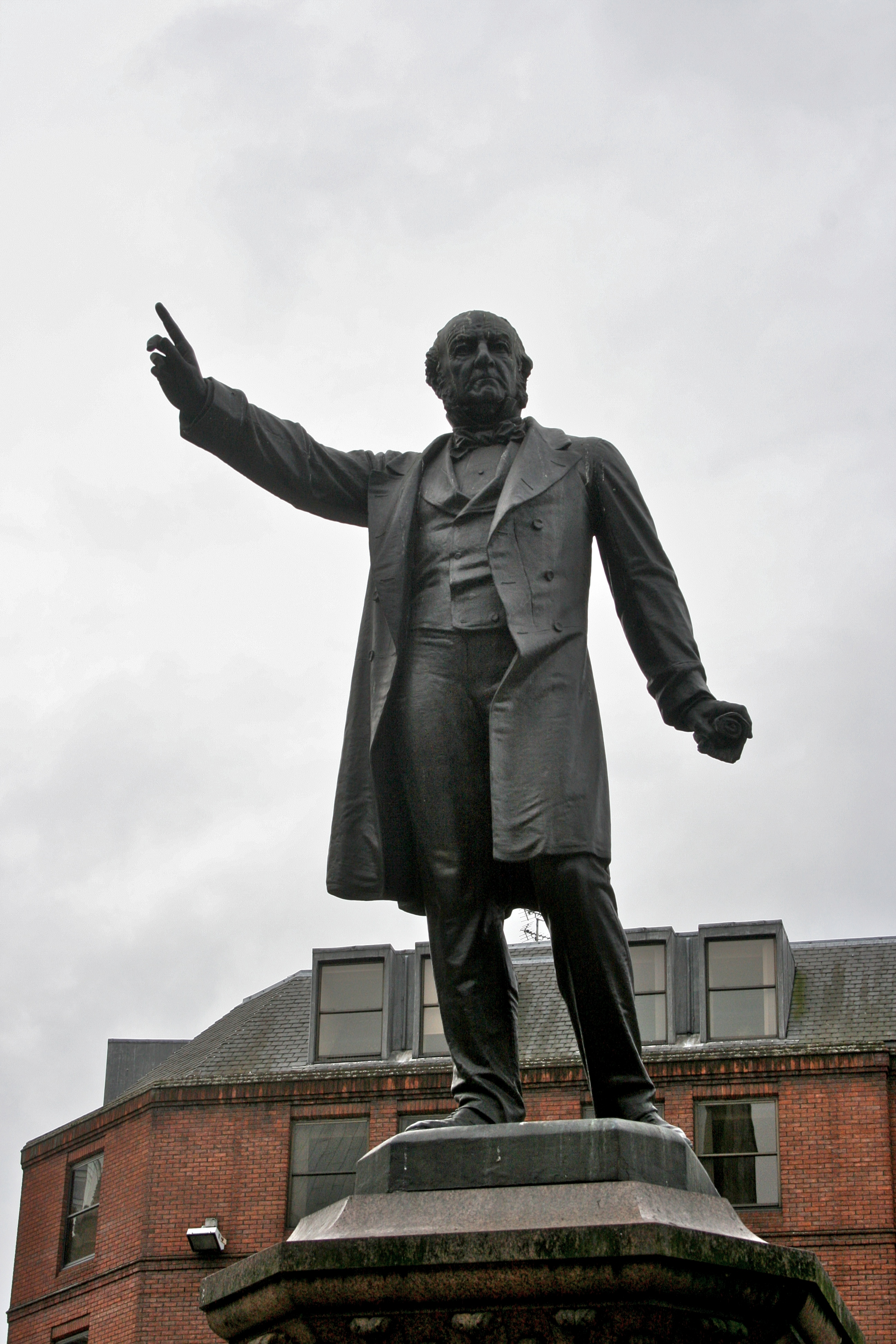
Пам'ятник Вільяму Гладстону в Альберт-сквері (Манчестер)

Однією з найбільш характерних особливостей політичної кар'єри Вільяма Гладстона є поступова зміна політичних переконань та ідеалів Гладстона, який розпочав свою діяльність у лавах торі й завершив її на чолі передової частини англійських лібералів та у союзі з крайніми радикалами і демократами. Розрив Гладстона з торійською партією відносять до 1852 року; але готувався він поступово й упродовж тривалого часу. За його власними словами, від тих, з ким він раніше співпрацював, він «був відірваний не якимось довільним актом, а повільною та неминучою роботою внутрішнього переконання». У літературі щодо Гладстона можна зустріти думку, що по суті він серед своїх товаришів завжди займав положення досить незалежне і, власне, не належав до жодної партії. У цій думці багато правди. Гладстон сам одного разу сказав, що партії самі по собі не є благом, що партійна організація потрібна й незамінна лише як вірний засіб досягнення тієї чи іншої високої мети.
Поряд із незалежністю відносно питань партійної організації необхідно відзначити іншу важливу рису політичного світогляду Гладстона, натяк на яку міститься вже у першій промові, виголошеній ним перед виборцями 9 жовтня 1832 року: це — тверде переконання, що в основі політичних заходів мають передусім лежати «розумні загальні принципи». Особливі властивості його видатного розуму, ясність і логічність мислення розвинули в ньому цю характерну рису, що рано проявилась і ніколи не слабшала. Упродовж всієї своєї діяльності він постійно шукав і знаходив принциповий базис для поглядів і заходів кожного даного моменту. Зазначені риси послугували джерелом того перевороту у політичних поглядах та ідеалах Гладстона, який відбувався з ним у міру близького знайомства із життям і потребами народу. Політичні погляди Гладстона постійно перебували у процесі внутрішньої еволюції, напрямок якої зумовлювався добросовісним й уважним ставленням до загальних умов і запитів культурного зростання країни. Чим більше розширювалось коло явищ, доступних для його спостереження, тим ясніше поставав перед ним демократичний рух доби, тем переконливішими ставали законні його вимоги. У ньому не могли не зародитись сумніви у справедливості й вірності тих поглядів, яких продовжувала дотримуватись консервативна партія, у своїй опозиції до нових течій.
Притаманне Гладстону прагнення відшукати принципову основу усякого громадського руху, у зв'язку з його гуманним світоглядом, високо чесними поглядами на життя й вимогливим ставленням до себе, допомогло йому прийти до вірної відповіді на питання, де істина, де справедливість. В результаті тривалої внутрішньої праці над з'ясуванням сумнівів, що виникали, і став його остаточний перехід до лав ліберальної партії.
Яскравою особливістю політичної діяльності Гладстона є також те панівне становище, яке в ній завжди займали питання внутрішнього культурного розвитку перед інтересами закордонної політики. Остання, у ті періоди, коли він очолював уряд, викликала особливі нарікання його опонентів, й у 1885 році, наприклад, стала однією з причин падіння його кабінету. У цій галузі він виявлявся найбільш вразливим, але тільки тому, що ніколи не був схильним надавати міжнародним питанням першочергового значення і мав на них погляди, що надто різко відрізнялись від тієї точки зору, яка переважає й нині у європейських державах. За докорінними своїми переконаннями він — ворог війни й усілякого насильства, на прояви якого так багата галузь міжнародної політики. Тоді як заслуги знаменитого суперника Гладстона, Дізраелі, зводились, головним чином, до низки спритних дипломатичних кроків та оборудок, перелік великих діянь Гладстона на користь Великої Британії охоплює лише питання її внутрішнього життя. Досить характерним є визначення ролі міністра закордонних справ, яке Гладстон дав ще у 1850 році у суперечці з лордом Пальмерстоном щодо грецьких справ. Завдання його — «збереження миру, а один із перших його обов'язків — суворе застосування того кодексу великих принципів, який заповіли нам попередні покоління великих та шляхетних розумів». Цю промову він завершив палким запрошенням визнати рівноправність сильних і слабких, незалежність малих держав та взагалі відмовитись від політичного втручання до справ інших держав.
У своїй політичній діяльності Гладстон, однак, неодноразово торкався інтересів інших держав, втручався до чужих справ, але це втручання набуває у нього своєрідної форми. Так, зиму 1850—1851 років Гладстон провів у Неаполі. У той час уряд короля Фердинанда II, за свою лютість прозваного «Бомбою», здійснював жорстоку розправу над тими громадянами, які брали участь у русі проти нестерпного режиму: до двадцяти тисяч чоловік без суду й слідства були ув'язнені у в'язницях, де умови існування були настільки жахливими, що навіть лікарі не наважувались входити туди через страх зараження. Гладстон ретельно вивчив стан справ у Неаполі й був дуже розлючений від такого грубого варварства. У формі «Листів до графа Абердіна» він змалював подробиці усіх тих жахіть, про які йому довелось дізнатись і побачити. Листи Гладстона склали величезне враження всією Європою й не лишились без уваги стосовно подальших подій в Італії.
В ім'я тих самих ідеалів справедливості й гуманізму Гладстон висловився проти виявлених 1876 року жахіть турецького панування в Болгарії (у брошурі: «Болгарські жахіття і Східне питання»). Гладстон у своїх виступах висловлював думку, що мусульманська держава не може бути доброю і толерантною у ставленні до «цивілізованих християнських рас», а також, що допоки існують послідовники «цієї проклятої книги» (Корану), в Європі не буде миру. Як зазначає Ансарі, віра Гладстона в ісламський фанатизм була настільки сильною, що він без сумнівів повірив повідомленням про різню болгар 1876 року та переслідування вірменів в Османській імперії у 1890-х роках, ігноруючи при цьому подібні акти насильства стосовно турків. У 1896 році він палко підтримував вимоги впливового вірменського лобі щодо вторгнення Британії до Османської імперії як «християнський обов'язок» уряду. Однак королева засудила таке «нерозумне і божевільне ставлення Гладстона».
Насправді ж, ставлення Гладстона пояснювалось масштабами насильства: адже в організованих Абдулом Гамідом II всією імперією погромах вірменів, було вбито близько 300 тисяч чоловік.

## Пам'ять
- Перший пам'ятник Гладстону було зведено по його смерті у Блекберні у 1900 році.
- Альберт Брюс-Джой створив скульптуру Вільяма Гладстона у 1882 році, статую було встановлено поблизу головної брами Церкви святої Марії в Лондоні.[9]
- Іншу, бронзову скульптуру Вільяма Гладстона створив сер Томас Брок у 1904 році, її встановлено на території Сент-Джонс Гарденс (Ліверпуль).[10]
- Ще один пам'ятник було встановлено у 1905 поблизу Королівського суду в Лондоні.
- Також пам'ятник Вільяму Гладстону встановлено в Альберт-сквері у Манчестері.[11]
- Монумент Гладстона як члена парламенту від округу Мідлотіан, було відкрито в Единбурзі у 1917 році. Скульптор — Джеймс Макгілрі.
- Статуя Гладстона, який був ректором Університету Глазго у 1877–1880 роках була встановлена у Глазго у 1902 році. Скульптор — Вільям Торнікрофт.[12]

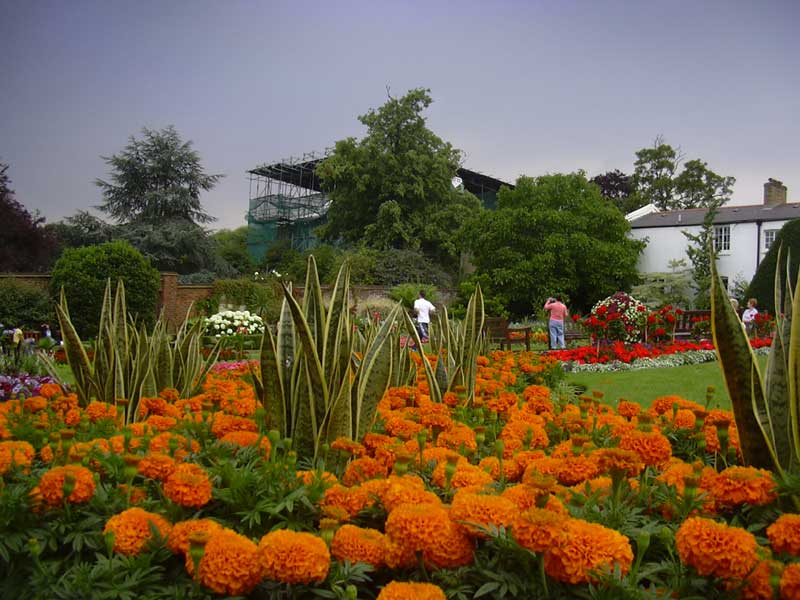
Долліс-гаус, Гладстон-парк

- У 1899 році на честь політика було названо один з парків Лондона (Гладстон-парк).
- Гладстон-рок — велика скеля на південному схилі Сноудона, на якій Вільям Гладстон виголошував промову у 1892 році.
- Іменем Гладстона названо одне з містечок у центральній Канаді, яке отримало свою назву у 1882 році.[13]
- У США іменем Гладстона названо міста в Орегоні, та Нью-Джерсі.
- Також в Австралії є місто, назване на честь Вільяма Гладстона. У цьому місті також є мармурова статуя політика, створена у XIX столітті, яка виставлена у міському музеї.[14]
- У столиці Болгарії — Софії, іменем Гладстона названо одну з вулиць і школу, так само як і вулиці у містах Пловдів та Лімассол.
- Також на честь прем'єра Великої Британії названо вулиці міст Вотерфорд і Клонмель в Ірландії, Бредфорд у Західному Йоркширі, Скарборо у Північному Йоркширі, Оттава у Канаді.

## Літературні праці
Як передусім політичний діяч, Гладстон активно займався літературною діяльністю. Питання про відносини між державою і церквою й надалі привертало де себе увагу Гладстона, який істотно змінив свій первинний погляд на нього. Його перу належить низка етюдів з богослов'я та філософії релігії. Але особливо улюбленим предметом літературних вправ були для Гладстона поети-класики й понад усе — Гомер. У 1861 році він видав широке дослідження під заголовком: «Studies on H omer and Homeric Age»; у 1876 році — «Homeric Synchronism», і згодом — низку дрібних етюдів про Гомера. Окрім того, він написав велику кількість статей із найрізноманітніших питань — філософських, історичних, конституційних, з приводу явищ сучасної літератури, з різних політичних нагальних проблем тощо. Для окремого їхнього видання у 1879 році знадобилось сім томів збірки під назвою «Gleaning of Past Years». У 1886 році Гладстон проводив жваву журнальну полеміку з професором Гекслі з питання про відносини між наукою та релігією. Упродовж останніх років він написав низку статей з ірландського питання. У грудневих випусках журналу «Notes und Queries» за 1892 рік надруковано бібліографію усього написаного Гладстоном, починаючи з 1827 року. Промови Гладстона як у парламенті, так і поза ним, видавались багато років, але тільки 1892 року було видано повне зібрання його промов під особистим його наглядом.

## Особисте життя
Гладстон одружився з Катериною Глінн у 1839 році й мав від неї трьох синів. Старший, Вільгельм-Генрі (1840–1891), був членом парламенту, певний час обіймав посаду лорда казначейства. Другий, Стефан, був пастором у Гавардені. Третій, Герберт-Джон, був лектором історії в Оксфордському університеті, був приватним секретарем батька і членом парламенту, у 1880 році був лордом казначейства.